# فيليب فريدريش غميلين
فيليب فريدريش غميلين (بالألمانية: Philipp Friedrich Gmelin)‏ (و. 1721 – 1768 م) هو كيميائي، وعالم نبات، وأستاذ جامعي، وطبيب ألماني، ولد في توبينغن، كان عضوًا في الجمعية الملكية، توفي في توبينغن، عن عمر يناهز 47 عاماً.

## التعليم
تعلم في جامعة توبنغن.

## جوائز
حصل على جوائز منها:

زميل في الجمعية الملكية